# Udruženje knjižara Srbije
Udruženje knjižara Srbije(UKS) je nevladino udruženje, osnovano sa ciljem unapređenja prometa i proizvodnje školskog i kancelarijskog materijala i pribora na teritoriji Srbije. Udruženje svake godine organizuje Susrete knjižara i osnovalo je knjižarski sajam „Škola-School”.

## Istorija
Udruženje knjižara Srbije(UKS) nastalo je 19. maja 1994. godine kao Udruženje knjižara Jugoslavije, i to povezivanjem proizvođača, uvoznika i trgovaca školskog i kancelarijskog pribora. Godine 2003. naziv se menja u Udruženje knjižara Srbije i Crne Gore, a priznavanjem nezavisnosti Crne Gore i razdruživanjem ove dve države 2006. godine, organizacija menja naziv u Udruženje knjižara Srbije, koji je ostao do danas.
Ideja za ovakvu vrstu udruživanja nastala je na neformalnim skupovima, koji su vremenom prerasli u Susrete knjižara. Ova okupljanja još uvek se organizuju dva puta godišnje u različitim gradovima i turističkim mestima u Srbiji. Neka od najznačajnijih mesta održavanja ove manifestacije jesu Tara, Vrnjačka banja, Borsko jezero.

## Delovanje
UKS je osnovalo knjižarski sajam „Škola-School”, koji se održava svake godine u maju mesecu. Sajam je već nakon deset godina postojanja najveća i najreferentnija regionalna knjižarska manifestacija.
Članovi udruženja obeležavaju esnafsku slavu Sveti Ćirilo i Metodije 24. maja.
Na Skupštini Udruženja knjižara Srbije, održanoj na Tari, 25. marta 2011. godine, usvojen je Statut, kojim su definisani glavni ciljevi udruženja, na prvom mestu unapređenje prometa i proizvodnje školskog i kancelarijskog materijala i pribora.
Sedište udruženja nalazi se u Beogradu, na Dorćolu.
Predsednik udruženja je Momčilo-Momo Jović.
Mnoge knjižare širom Srbije članovi su udruženja.<ref>„Članovi UKS”. www.udruzenjeknjizarasrbije.org.rs.

## Spoljašnje veze
- [http://www.udruzenjeknjizarasrbije.org.rs/index.php/sr-YU/]
- [http://www.izdavaci.rs/]
- [https://sh.wikipedia.org/wiki/Knji%C5%BEarstvo]
- [https://kultivisise.rs/author/stana-sehalic/%5B%5D